# Emil Schumacher Museum
Das Emil Schumacher Museum ist ein Kunstmuseum und Teil des Kunstquartiers in Hagen und dem international bedeutenden und in Hagen geborenen Maler Emil Schumacher gewidmet. Es wurde am 28. August 2009 im Vorfeld des Kulturhauptstadtjahres RUHR.2010 in einem eigens errichteten Neubau eröffnet.
Das Museum veranstaltet mehrere Wechselausstellungen im Jahr. Ein Rahmenprogramm mit Konzerten, Kinovorführungen, Vorträgen und Lesungen im museumseigenen Auditorium ergänzt das Ausstellungsprogramm.
Das Museum wird von der gemeinnützigen Emil Schumacher Stiftung betrieben. Vorsitzender der Stiftung war bis zu seinem Tod im April 2021 Ulrich Schumacher, Vorsitzender des Stiftungsbeirats ist der Jurist Friedrich Grawert. Wissenschaftlicher Leiter des Museums ist seit 2011 der Kunsthistoriker Rouven Lotz, der Ende September 2021 zum Direktor ernannt wurde.

## Geschichte
Die Idee der Einrichtung des Museums geht zurück auf das Jahr 1997, in dem der damalige Ministerpräsident des Landes Nordrhein-Westfalen, Johannes Rau, anlässlich des 85. Geburtstages des Künstlers den Bau eines Schumacher Museums anregte, um dem Maler eine dauerhafte Präsentation seines Werkes in seiner Heimatstadt Hagen zu widmen. Im selben Jahr beschloss der Rat der Stadt einstimmig die Errichtung des Museums, das zum 90. Geburtstag Emil Schumachers am 29. August 2002 fertiggestellt sein sollte. Als Emil Schumacher am 4. Oktober 1999 im Alter von 87 Jahren starb, bekräftigte Oberbürgermeister Wilfried Horn im Beisein von Bundeskanzler Gerhard Schröder den Willen der Stadt, das Museum zu errichten.

## Sammlung
Die Sammlung der Werke ist dem Sohn des Künstlers, dem Kunsthistoriker Ulrich Schumacher, zu verdanken, der 2001 die Emil Schumacher Stiftung gründete. Die Stiftung hat ihren Sitz im Emil Schumacher Museum. Die Stiftung umfasst rund 500 Werke aus den Jahren 1936 bis 1999. 88 Ölgemälde, 200 Gouachen, 25 Keramiken, 50 Bilder auf Porzellan und 10 Malereien auf Schiefer sowie die gesamte Grafik sind der Kern der Museumssammlung, zu der auch etwa 100 weitere Arbeiten Emil Schumachers aus dem Besitz der Stadt Hagen gehören. Die Unterstützung des Emil Schumacher Museums durch die Hagener Bürgerschaft wird in einem Förderverein gebündelt, der die Museumsarbeit begleitet.
Großformatige Bilder auf Holz oder Leinwand bilden in ihrer expressiven Kraft Kern und Höhepunkt im vielfältigen Gesamtwerk Emil Schumachers. Darüber hinaus schuf der Künstler große Anzahl von Gouachen, die im Œuvre Schumachers nicht auf die namensgebende Technik beschränkt sind, sondern als Malerei in Mischtechnik auf Papier entstanden. Ein umfangreiches grafisches Schaffen sowie keramische Arbeiten und das Experiment mit immer neuen Materialien wie Schiefertafeln, Blei oder Aluminium kennzeichnen das Werk Schumachers. Möglichkeiten eines pastosen Farbauftrages und des unmittelbaren Umgangs mit den verschiedensten Materialien erzeugen eine besonders intensive Wirkung.

## Ausstellungsprogramm
Neben der Ausstellung zur Einführung in das umfangreiche Gesamtschaffen werden regelmäßig Wechselausstellungen zu besonderen Einzelaspekten im Werk Emil Schumachers gezeigt. Große Sonderausstellungen zeigen den Künstler in der Gegenüberstellung mit anderen international bedeutenden Persönlichkeiten. Zur Vervollständigung des Ausstellungsprogramms zeigt das Emil Schumacher Museum weitere Einzelausstellungen wechselnder Künstler und Themen:
- 2025: Paris 1955 – Deutsche Abstrakte im Zentrum der Moderne
- 2024/25: Jean Fautrier. Genie und Rebell
- 2024: Utz Brocksieper – Skulpturen. Zeichen und Eingriffe
- 2022: Emil Schumacher – Das frühe Werk und die Sammlung Lepke
- 2022: Hanns Friedrichs – Ich mache keine Mode, ich ziehe Frauen an
- 2022: Emil Schumacher und die Form seiner Zeit – Kunst und Design des 20. Jahrhunderts
- 2021: Emil Schumacher – Roma. Eine Hommage an Italien
- 2020/21: Fritz Winter – Durchbruch zur Farbe, in Kooperation mit dem Angermuseum, Erfurt
- 2019: Emil Schumacher – Der Reiz des Materials
- 2019: Emil Schumacher – „Für Ulla“. Zum 100. Geburtstag von Ursula Schumacher
- 2019: K. R. H. Sonderborg – Bilder von Zeit und Raum
- 2019: Heinrich Brocksieper – Ein Hagener am Bauhaus. Die Stofflichkeit der Dinge
- 2019: Emil Schumacher – Blätter aus dem Engadin
- 2018: Gerhard Hoehme – Epiphanie des Informel
- 2018: Emil Schumacher – Räder:Werk
- 2018: Emil Schumacher – Bilder auf Porzellan
- 2017: Peter Brüning – Das Potential des Informel
- 2017: Emil Schumacher – Pastorale – Bukolische Szenen
- 2017: Emil Schumacher – Orte der Geborgenheit
- 2016/17: Gilgamesch – Baumeister und Schumacher
- 2016/17: Karel Appel. Der abstrakte Blick
- 2016: Reisebilder aus dem Orient
- 2016: Emil Schumacher Boscone – Faszination Baum
- 2014/2015: Henri de Toulouse-Lautrec – Der Meister der Linie
- 2014: Emil Schumacher – Schwarz sehen!
- 2013/2014: Norbert Kricke und Emil Schumacher – Positionen in Plastik und Malerei nach 1945
- 2013: Emil Schumacher – Sommerfreuden
- 2013: Young-Jae Lee und Emil Schumacher
- 2013: Emil Schumacher – Blätter aus dem Engadin
- 2012/2013: Emil Schumacher – Frei wie ein Vogel
- 2013: „Malerei ist gesteigertes Leben“ – Emil Schumacher im internationalen Kontext
- 2013: Emil Schumacher – Maccheroni Latino
- 2013: Emil Schumacher – Minnesota-Suite
- 2011/2012: Emil Schumacher – Woyzeck und Mephisto, Theaterillustrationen der 1940er-Jahre
- 2012: Schumacher-Afrika – Die Bilder Schumachers im Dialog mit Monumental-Skulpturen aus dem Niger-Delta
- 2011/2012: Emil Schumacher – Kreatur Pferd, Warendorf
- 2011/2012: Emil Schumacher – Bäume „...wie könnte ich mich der Natur entziehen“
- 2011: Emil Schumacher – Das Buch Genesis
- 2010/2011: Nolde/Schumacher – Verwandte Seelen
- 2010: Rui Inacio – Wahre Bilder/True Images
- 2010: Emil Schumacher – Die Geburtstagsausstellung 2010
- 2010: Albert Oehlen – Fingermalerei
- 2010: Neue Freiheit – Abstraktion nach 1945
- 2009/2010: Emil Schumacher – Material als Motiv

## Architektur
Das Emil Schumacher Museum bildet gemeinsam mit dem Osthaus Museum Hagen und den historischen Gebäuden des ehemaligen Folkwang Museums ein städtebauliches Ensemble. Es wurde von dem Mannheimer Architekturbüro Lindemann entworfen und besteht aus einem rechteckigen Sichtbetonbau, der von einer das gesamte Gebäude umfangenden Glashülle ummantelt wird. Auffälligstes architektonisches Element ist die vom Museumsplatz einsehbare, langgestreckte Treppenanlage, die das Gebäude erschließt.
Das Tragwerk der Glashülle besteht aus vertikal gespannten, 30 mm starken Stahlseilen, die in einem horizontalen Abstand von 3 m auf der Innenseite der Glasfassade angeordnet sind. Die Glasscheiben sind punktartig am Seil gelagert und werden durch, in den Glasfugen liegende, Halter befestigt. Die Primärkonstruktion des Daches bilden 14 Stahl-Fachwerkträger, die über den Stahlbetonkern hinausragen. Auf den Obergurten des Stahlfachwerks liegt die Glaseindeckung aus begehbarem Glas. An den Untergurten ist eine weitere betretbare Glasebene angeordnet, in der sich alle technischen Komponenten befinden.
Durch eine farbige Lichtinszenierung tritt die Nachtansicht des Museums in besonderen Kontrast zur Tagansicht: Bei Tag hebt das auftretende Sonnenlicht die Struktur der Fassade als zentrales Element hervor, bei Nacht leuchtet das Gebäude von innen heraus. Der massive Baukörper wird so beleuchtet, dass die großen vertikalen Betonflächen als Lichtträger sichtbar werden.

## Zielsetzung
Das Emil Schumacher Museum versteht sich als Zentrum der Erforschung expressiver Malerei nach 1945. Mit seinem Ausstellungsprogramm will es den Künstler Emil Schumacher im Zusammenhang mit parallelen internationalen Entwicklungen der Kunst und seinem zeitlichen Umfeld präsentieren. Darüber hinaus werden in regelmäßigen Ausstellungen junge zeitgenössische Künstler vorgestellt, deren Arbeit in formaler oder inhaltlicher Nähe zum Werk Schumachers steht.